# Marius Mbaiam
Nekiambe Marius Mbaiam (ur. 1 lipca 1987 w Moundou) – czadyjski piłkarz występujący na pozycji pomocnika. Zawodnik klubu Besançon Football.

## Kariera klubowa
Mbaiam rozpoczynał karierę w 2003 roku w zespole Renaissance FC. W 2004 roku zdobył z nim mistrzostwo Czadu. W tym samym roku wyjechał do Francji, by grać w rezerwach tamtejszego Grenoble Foot 38 z CFA 2 (V liga). W 2007 roku przeszedł do trzecioligowego CS Louhans-Cuiseaux, ale po roku wrócił do rezerw Grenoble.
W 2009 roku Mbaiam został graczem czwartoligowego Gap FC. W 2010 roku awansował z nim do trzeciej ligi. W 2011 roku odszedł do US Orléans, również grającego w tej lidze i spędził tam sezon 2011/2012. Następnie występował w trzecioligowym ASM Belfort, czwartoligowych drużynach Grenoble Foot 38, Jura Sud Football i FC Saint-Louis Neuweg, a także w Besançon Football z piątej ligi.

## Statystyki
Stan na 1 stycznia 2020
| Rozgrywki            | Poziom | Kraj    | Mecze | Bramki |
| -------------------- | ------ | ------- | ----- | ------ |
| Ligue de N’djaména   | I      | Czad    | 43    | 5      |
| Championnat National | III    | Francja | 74    | 8      |
| CFA                  | IV     | Francja | 128   | 26     |

## Kariera reprezentacyjna
W reprezentacji Czadu Mbaiam zadebiutował 12 października 2003 roku w wygranym 3:1 meczu eliminacji Mistrzostw Świata 2006 z Angolą. 6 września 2008 roku w wygranym 2:1 spotkaniu eliminacji Pucharu Narodów Afryki 2012 z Sudanem strzelił pierwszego gola w drużynie narodowej.